# Орєхов Андрій Миколайович

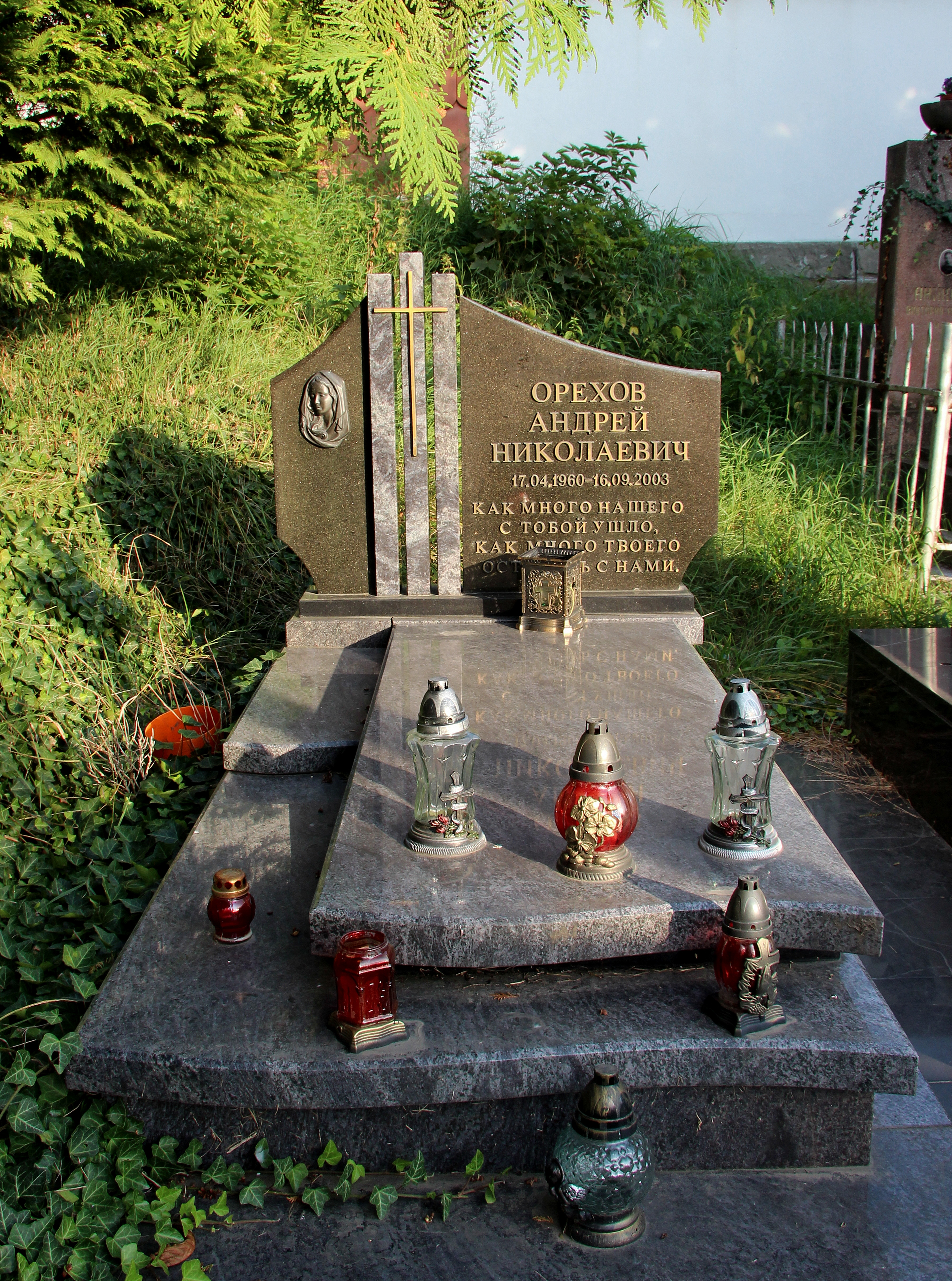

Андрій Миколайович Орєхов — підполковник міліції, начальник відділу Управління МВС України у Львівській області. Разом із Богданом Міськом загинув 16 вересня 2003 року у Львові під час затримання «банди Сушка».
Раніше працював міліціонером 6-ї роти патрульно-постової служби, у спецзагоні «Беркут», пізніше у «Соколі». Був майстром спорту міжнародного класу з вільної боротьби. Нагороджений медалями «За відмінну службу з охорони громадського порядку», «За сумлінну службу». У нього залишились дружина Наталія та донька Анастасія.
Через кілька днів після загибелі міліціонерів їх посмертно нагороджено орденом «За мужність» III ступеня «за мужність і героїзм, виявлені під час проведення оперативно-розшукових заходів щодо затримання небезпечного озброєного злочинця». Поховані на 49 полі Личаківського  цвинтаря.